# Saint-Brice-en-Coglès
Saint-Brice-en-Coglès (bretonisch: Sant-Brizh-Gougleiz) ist eine Ortschaft und eine Commune déléguée in der französischen Gemeinde Maen Roch mit 3.110 Einwohnern (Stand 1. Januar 2022) im Département Ille-et-Vilaine in der Region Bretagne. Die Einwohner werden Briçois genannt.
Die Gemeinde Saint-Brice-en-Coglès wurde mit Wirkung vom 1. Januar 2017 mit Saint-Étienne-en-Coglès zur Commune nouvelle Maen Roch zusammengelegt. Sie gehörte zum Arrondissement Fougères-Vitré und zum Kanton Antrain.

## Geographie
Saint-Brice-en-Coglès liegt etwa zwölf Kilometer nordwestlich von Fougères am Fluss Loisance. Durch das Gebiet führt die frühere Route nationale 155 (heutige D155). Umgeben wird Saint-Brice-en-Coglès von den Nachbarorten Coglès im Norden, La Selle-en-Coglès im Nordosten, Saint-Étienne-en-Coglès im Osten und Südosten, Baillé im Süden, Saint-Marc-le-Blanc im Südwesten sowie Tremblay im Westen.

## Bevölkerungsentwicklung
| 1962 | 1968 | 1975 | 1982 | 1990 | 1999 | 2006 | 2017 |
| ---- | ---- | ---- | ---- | ---- | ---- | ---- | ---- |
| 1962 | 2045 | 2403 | 2477 | 2484 | 2395 | 2655 | 3026 |

## Sehenswürdigkeiten
- Kirche Saint-Brice, 1776 erbaut, 1820 und 1855 umgebaut
- Kapelle Sainte-Catherine aus dem 17. Jahrhundert
- Schloss Le Rocher-Portail von 1617, Monument historique seit 1961
- Schloss La Motte bzw. Schloss Saint-Brice aus dem 17. Jahrhundert
- Schloss La Vilette aus dem 19. Jahrhundert mit Kapelle
- Herrenhaus von La Branche aus dem 15./16. Jahrhundert
- Herrenhaus von La Bouvrais aus dem 17. Jahrhundert

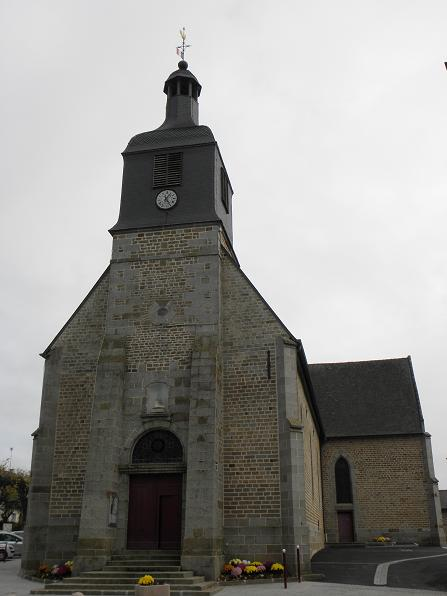
Kirche Saint-Brice
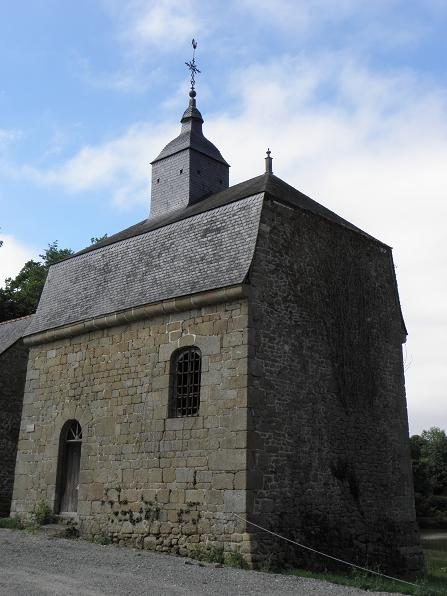
Kapelle Sainte-Catherine
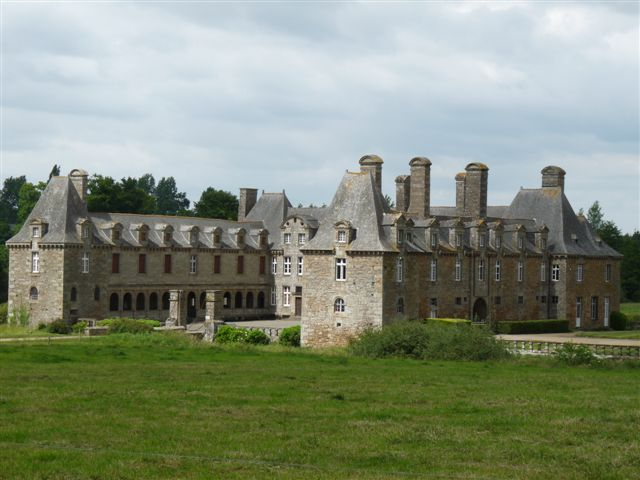
Schloss Le Rocher-Portail
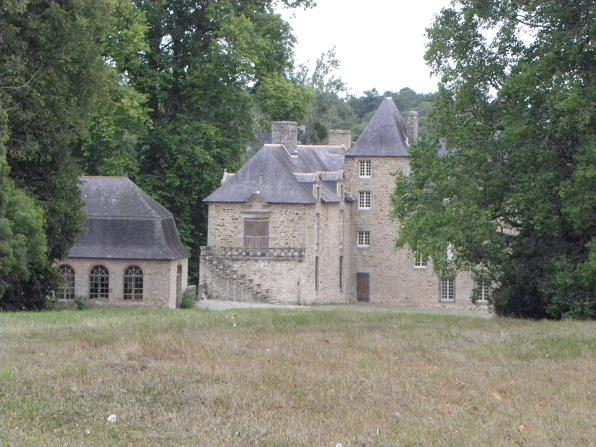
Schloss La Motte (auch: Schloss Saint-Brice)
Schloss La Vilette
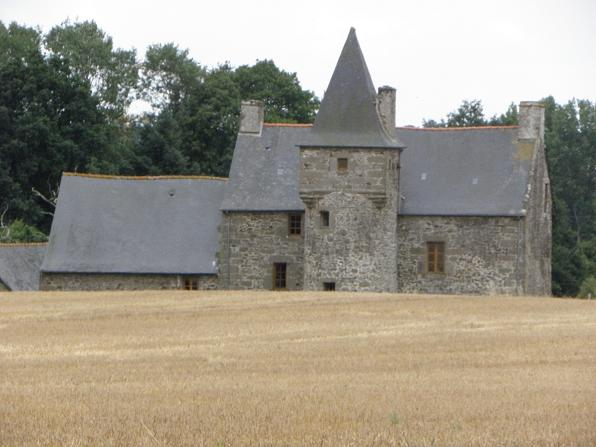
Herrenhaus von La Branche
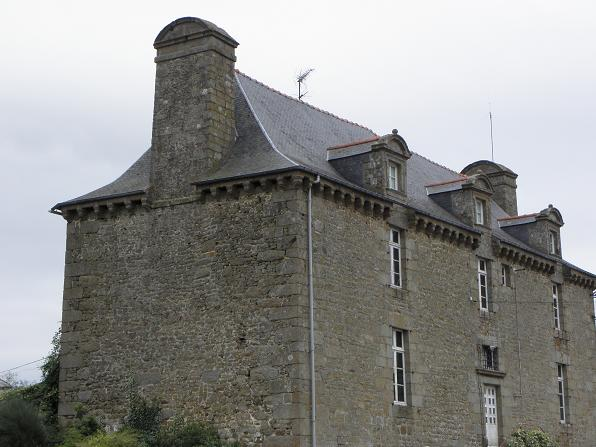
Herrenhaus von La Bouvrais

## Persönlichkeiten
- Fadhma Aït Mansour (1882–1967), Sängerin
- Jean Honoré (1920–2013), Erzbischof von Tours

## Partnerschaften
Mit folgenden Gemeinden bestehen Partnerschaften:
- Karlstadt in Unterfranken (Bayern), Deutschland, seit 1970
- Dopiewo in der Woiwodschaft Großpolen, Polen, seit 2008
- Skrunda in der Region Kurzeme, Lettland, seit 2006